# Сынтас (река)
Сынтас — река в Казахстане, протекает по Актюбинской области. Устье реки находится на 57 км по правому берегу реки Киялы-Буртя. Длина реки — 28 км. В 10 км от устья в неё впадает левый приток река Айдарлысай.